# 岩垱水库
岩垱水库是中国湖北省荆门市东宝区境内的一座水库，位于利河支流南桥河上，建于1977年。水库正常库容为712万立方米，集雨面积为23平方千米，海拔为122米。